# تربية نسوية

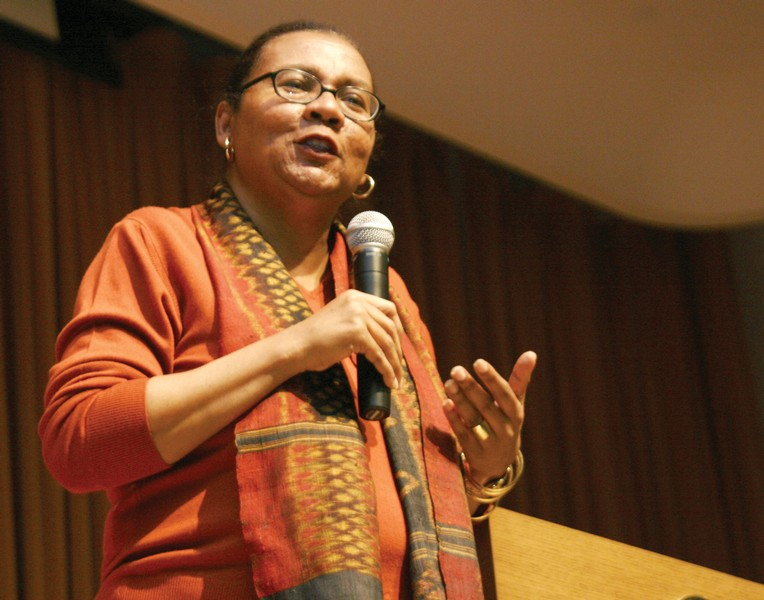

التربية النسوية أو البيداغوجيا النسوية هي إطار تربوي يرتكز على النظرية النسوية. ينطوي على مجموعة من نظريات المعرفة واستراتيجيات التعليم  والتوجهات في المحتوى والممارسات الصفية والعلاقات بين المعلم والطالب. تعتبر التربية النسوية وغيرها من أنواع التعليم التقدمية والنقدية، أن المعرفة تُبنى من خلال المجتمع.

## نظرة عامة
الغرض من التربية النسوية إنشاء معايير جديدة في الصفوف الدراسية وربما إزالة المعايير المتبعة في الصف. للوصول مثلًا إلى بيئة مُحرّرة في الصف المدرسي لا وجود لأي شكل من أشكال الازدواجية فيها. تبتكر التربية النسوية طريقة جديدة في التعليم بشكل تلقائي، لا تقتصر المهارات والمعارف المكتسبة عبرها على الصف الدراسي  بل تتعداه إلى المجتمع ككل. ترى الصفوف المدرسية التي تَتبع التربية النسوية الخبرات المختلفة والمتنوعة الموجودة في المكان فرصًا لحصد التعلم عبر استخدام تجارب الحياة كدروس وعبر تحليل المعارف والنظر إلى الجنس والعرق والطبقة الاجتماعية على أنها واحدة.
تتعامل التربية النسوية مع اختلالات القوة الموجودة في الكثير من المؤسسات التعليمية الغربية وتعمل على التخفيف من هذه السطوة. في معظم البيئات التعليمية التقليدية يضع هيكل القوة المسيطر المعلمين في مرتبة أعلى من الطلاب. ترفض التربية النسوية ديناميكية الصف المدرسي المعيارية وتسعى إلى تعزيز المساحات الديمقراطية  التي  تتفهم أن المعلمين والطلاب  أشخاص وليسوا أشياء. يشجع الطلاب على رفض المواقف المعيارية السلبية، وعلى التحكم بالتعلم الذي يحصدونه.
عبر اتخاذ الإجراءات الفاعلة في التعلم، يُحفّز الطلاب على تطوير مهارات التفكير والتحليل النقدي. وتستخدم بعد ذلك هذه القدرات لتفكيك وتحدي القضايا المجتمعية مثل «الخصائص القمعية في مجتمع ما، والتي خدمت تقليديًا الطبقة السياسية والاقتصادية المهيمنة».
يرتكز الأساس النظري للتربية النسوية على النظريات النقدية في التعلم والتعليم كما في كتاب «بيداغوجيا المقموعين» لباولو فريري. التربية النسوية عملية تشاركية تصبح أسهل بتحديد أهداف ملموسة في الصفوف الدراسية يتعلم من خلالها الأعضاء احترام اختلافاتهم وتحقيق أهدافهم المشتركة ومساعدة بعضهم البعض في بلوغ الأهداف الفردية. تسهل هذه العمليات التعلم التشاركي وموثوقية التجربة الشخصية  وتشجع على الفهم الاجتماعي والنشاط  وتنمي التفكير الناقد والعقل المنفتح. تمثل التربية النسوية التطبيق العملي للنظرية النسوية، مع تعزيز أهمية التغيير الاجتماعي، وتحديدًا في التسلسل الهرمي المؤسساتي في الأوساط الأكاديمية. التربية النسوية مُتبعة في دورات دراسات المرأة، التي تهدف إلى تحويل الطلاب من أشياء إلى مواضيع تستحق البحث. لا يقتصر اتباع التربية النسوية على دورات دراسات المرأة.

## الجو في المدرسة
من يملك المعرفة؟ من يحدد ما الذي يجب تعلمه وكيف نتعلمه؟ لا يقرر النظام التعليمي ذلك وحسب، بل يقرر أيضًا من نحن، وحدود ما يمكننا القيام به أو معرفته. نشأت التربية النسوية من رفض الهيكلية والممارسات التقليدية في المؤسسات التعليمية. على سبيل المثال، تقوم المدارس الغربية وتحديداً في الولايات المتحدة بتحويل جميع الطلاب الطموحين إلى رأس مال. خاصة حين يتعلق الأمر بالتعليم العالي، يعتقد الكثير من الشباب الذين تتراوح أعمارهم بين 17 و 20 عامًا أنهم بحاجة إلى اقتراض آلاف الدولارات لمتابعة التحصيل العلمي. الشيء الوحيد الذي يشتكي منه الكثير من الطلاب هو أنهم لم يتعلموا في المدرسة أبداً كيفية التعامل مع المال، يجعلهم ذلك ضحايا للمجتمع الرأسمالي.
المناخ التربوي في المدارس نتاج للأيديولوجيات الليبرالية الجديدة المهيمنة والمتنافسة التي تعمل على تقليص وتثبيط عملية التعلم التشاركية والبحث والعمل المجتمعي. تُظهر ديناميكيات القوى في الصف المدرسي داخل المؤسسات التعليمية الليبرالية الجديدة، أسلوبًا تنافسيًا من  التشارك يستخدم الخوف والعار كحافز لنمو الطلاب. تحافظ الاتجاهات التقليدية للتعليم على الوضع الحالي، ما يعزز هيكلية القوة الراهنة في الهيمنة. «العملية الأكاديمية معادية للطبقة العاملة بشكل أساسي، ويعيش الأكاديميون في معظمهم في عالم مختلف الثقافة، بطرق تجعله أيضًا معاديًا لعالم الطبقة العاملة». في الجانب الآخر، ترفض التربية النسوية أنظمة القمع المجتمعية، وتحدد وتنتقد امتثال المؤسسات والأفراد لها. هذا الامتثال المرتبط بالأكاديمية يعمل على إبقاء الاضطهاد الاجتماعي. الصف المدرسي نموذج مصغر للكيفية التي تتوزع فيها القوة وتمارس في المجتمع. «يستخدم الطلاب طرقًا بارعة للحفاظ على قوتهم المكتسبة ويحاولون فرض وتكرار الوضع الحالي في الصف المدرسي».

## سمات التربية النسوية
تضع البيداغوجيا النقدية في المقدمة الفكرة القائلة إن المعرفة ليست ثابتة وموحدة، بل هي نتاج عملية مفتوحة من المحادثات والتفاعل بين المعلم والطالب. ترى التربية النسوية، باعتبارها فرعًا من البيداغوجيا النقدية، إضافة لذلك، أن نوع الجنس يلعب دورًا حاسمًا في الصفوف الدراسية، فهو لا يؤثر فقط في «ما يجري تدريسه، ولكن أيضًا في كيفية تدريسه». مثل كل أشكال البيداغوجيا النقدية، تهدف التربية النسوية إلى «مساعدة الطلاب على تنمية الوعي بالحرية والتعرف على النزعات الاستبدادية وربط المعرفة بالقوة والقدرة على القيام بالأفعال البناءة». تتماشى التربية النسوية مع الكثير من أشكال البيداغوجيا النقدية بما فيها تلك التي تركز على العرق والإثنية والطبقية وما بعد الاستعمارية والعولمة.

تشرح مقدمة  كتاب «التربية النسوية: التطلع وراءً للمضي قدمًا» بقلم روبن د.كرابتري سمات ومميزات البيداغوجيا النقدية:
«كما في التربية التحررية عند فريري، تستند التربية النسوية إلى فرضيات حول القوى ورفع الوعي، وتعترف بوجود الاضطهاد وإمكانية القضاء عليه، وتضع في الطليعة الرغبة في التغيير الاجتماعي وتجعله الهدف الأساسي لها. ومع ذلك، تقدم النظرية النسوية تعقيدات هامة كالتشكيك في فكرة وجود الموضوع الاجتماعي المتماسك أو الهوية الأساسية، مفسرة  الطبيعة متعددة الأوجه والمتغيرة للهوية والقمع، وترى تاريخ وقيمة  رفع الوعي النسوي بشكل مختلف عن فريري، وتركز على استجواب وعي المعلم وموقعه الاجتماعي واستجوابهما أيضًا عند الطالب».
تهتم التربية النسوية بدراسة الاضطهاد الاجتماعي، وتعمل على منعه داخل المؤسسات التعليمية. يعمل المعلمون النسويون على استبدال النماذج القديمة للتعليم بنموذج جديد يركز على تجربة الفرد إلى جانب إدراك بيئته. ويعالج الحاجة إلى التغيير الاجتماعي ويركز على تثقيف  المهمشين من خلال استراتيجيات تعمل على تمكين الذات وبناء المجتمع وتطوير القادة في نهاية المطاف. تُجسِّد التربية النسوية، التي تعمل في إطار نسوي، نظرية لنقل المعرفة وتشكيل الممارسات داخل الصف عبر توفير معايير لتقييم استراتيجيات وتقنيات تعليمية محددة تتعلق بالأهداف والنتائج المرغوبة في التعليم. تميز الكثير من السمات التربية النسوية والأساليب التعليمية التي نشأت عن المنهج النسوي. بين هذه السمات، توجد صفات بارزة جدًا كتطوير الانعكاسية والتفكير النقدي والتمكين الفردي والجماعي وإعادة توزيع السلطة في بيئة الصف المدرسي والمشاركة الفعالة في عمليات إعادة التصوير. تُشجِّع المهارات النقدية التي يعززها استخدام إطار تعليمي نسوي على التعرف والمقاومة الفاعلة للاضطهاد الاجتماعي والاستغلال الاجتماعي. إضافة إلى ذلك، تضع النسوية مسائلها المعرفية الخاصة في سياق النشاط الاجتماعي وإحداث التغيير الاجتماعي.
تتيح الانعكاسية، وهي أمر أساسي في تحقيق التربية النسوية، للطلاب دراسة المواقف التي يشغلونها ضمن المجتمع  بشكل ناقد. ليتمكنوا من فك الشيفرة المتعلقة بمواقع الامتياز والتهميش الاجتماعي، ما ينتج عنه إيجاد النظرية وتحقيق الفهم الأكبر لهوية المرء متعددة الأوجه، والقوى التي ترتبط بحيازة الفرد على هوية معينة. ومن السمات الأخرى للتربية النسوية التفكير الناقد الذي يرتبط بشكل وثيق بممارسة الانعكاسية. 

## التنفيذ العملي
في جوهرها تهدف البيداغوغيات النسوية الي ابعاد تركيز القوة في الفصل لأتاحة الفرصة للطلاب للتعبير عن وجهات نظرهم و حقائقهم و معرفتهم و احتياجاتهم، يمكن أيضا تنفيذ علم التربية عمليا خلال استخدام المشاركة في النشاط داخل الفصل الدراسي و خارجه.
أحد المبادئ الأساسية لعلم أصول التربية النسائية هو تحويل علاقة المعلم و الطالب، وفقا لطريقة التدريس هذه يسعي المعلمون لتمكين الطلاب من خلال توفير فرص للتفكير النقدي و التحليل الذاتي و تطوير الصوت، من خلال تقاسم السلطة لتعزيز الصوت بين الطلاب ينتقل المعلم و الطلاب لوضع مساو حيث ينتج الطلاب المعرفة السلطة الشتركة أيضا لا مركزية.
أحد الأساليب الأساسية التي يستخدمها المعلمون النسويون لالغاء مركزية السلطة هي من خلال العملية المعروفة باسم رفع الوعي، يتم تطبيق هذه الطريقة الشائعة في أوائل السبعينيات القرن ال 20 عادة عن طريق الجلوس في دائرة و مناقشة تجارب الفرد و إيجاد القواسم المشتركة التي إعتقد الأفراد أنها مسائل شخصية في حياتهم، من الناحية المثالية، يتم استخدام رفع الوعي كوسيلة لزيادة عدد الأشخاص الذين يدركون قضية أو مشكلة اجتماعية. ايجابية لكن صعبة في المقام الأول مع النشاط فإنها تمنح الطلاب الكثير من الحرية في اختيار المشروع، قد يطلب المعلمين من الطلاب تطوير مشروع يحتج علي التمييز ضد المرأة أو العنصرية أو كره المثلية أو أي عقيدة أخري مرتبطة بالفكر النسوي
تشجع المشاريع الناشطة الطلاب علي تحديد أشكال الأضطهاد في الحياة الواقعية و إدراك إمكانيات الخطاب النسوي خارج المجال الأكاديمي، تتضمن أهداف هذا التطبيق العملي للتربية النسوية رفع وعي الطلاب حول الأضطهاد الأبوي و تمكينهم من إتخاذ الإجراءات و مساعدتهم لتعلم استراتيجيات سياسية محددة للنشاط، إتخذت مشاريع الناشطة للطلاب أشكالا متنوعة، بما فيها تنظيم حملات كتابة الرسائل إلي المحرر و مواجهة إدارة الحرم الجامعي أو وكالات تنفيذ القانون المحلية و تنظيم مجموعات لاقامة اعتصامات و المشاركة في المسيرات الوطنية.
يتعرف المعلمون النسويون الذين كتبوا عن تجاربهم في تعيين مشاريع ناشطة علي ان هذه الطريقة غير التقليدية قد تكون صعبة علي الطلاب، لاحظ أحدهم صعوبة علي طول الطريق بما في ذلك الطلاب الذين قاوموا وضع أنفسهم في وضع مثير للجدل و الطلاب الذين واجهوا مشكلة في التعامل مع ردود الفعل، بما انهم يريدون ان يتمتع الطلاب بتجربة في أحد المواقف